# Wychavon
Wychavon – dystrykt w hrabstwie Worcestershire w Anglii. W 2011 roku dystrykt liczył 116 944 mieszkańców.

## Miasta
- Droitwich Spa
- Evesham
- Pershore

## Inne miejscowości
Ab Lench, Abberton, Abbots Morton, Aldington, Ashton under Hill, Aston Somerville, Atch Lench, Badsey, Beckford, Bengeworth, Besford, Besford Bridge, Bickmarsh, Birlingham, Bishampton, Blackminster, Bradley Green, Bredon, Bretforton, Bricklehampton, Broadway, Broughton Hackett, Charlton (Fladbury), Charlton (Hartlebury), Cleeve Prior, Cropthorne, Crossway Green, Defford, Dodderhill, Dormston, Drakes Broughton, Dunhampton, Eckington, Elmbridge, Elmley Castle, Fernhill Heath, Fladbury, Flyford Flavell, Grafton Flyford, Grafton, Great Comberton, Hadzor, Hampton, Hanbury, Hartlebury, Harvington, Hawbridge, Hawford, Himbleton, Hinton on the Green, Holberrow Green, Hollybush, Honeybourne, Huddington, Kemerton, Kersoe, Kington, Little Comberton, Littleworth, Martin Hussingtree, Naunton Beauchamp, Norton Juxta Kempsey, Oddingley, Offenham, Ombersley, Overbury, Pebworth, Pensham, Peopleton, Pinvin, Pirton, Sedgeberrow, South Littleton, Strensham, Throckmorton, Tibberton, Upton Snodsbury, Upton Warren, Wadborough, White Ladies Aston, Whittington, Wick, Wickhamford, Wychbold, Wyre Piddle.